# Polacchi in Bosnia ed Erzegovina
Per polacchi in Bosnia ed Erzegovina si intendono le persone appartenenti al gruppo etnico polacco che vivono in Bosnia ed Erzegovina dal XIX secolo. Il censimento del 2013 ha registrato 258 persone che si sono identificate come polacchi.

## Storia

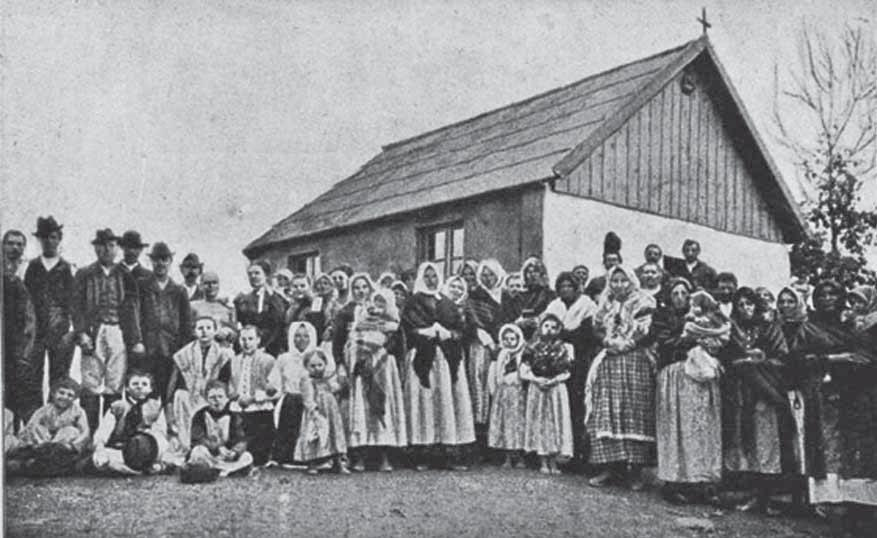
I primi coloni polacchi a Čelinovac.

### Gli inizi dell'insediamento polacco
L'immigrazione dei polacchi nel territorio della Bosnia ed Erzegovina iniziò alla fine del XIX secolo, dopo che il suo territorio fu occupato dall'Impero austro-ungarico. Pochi anni dopo l'inizio dell'amministrazione austro-ungarica sulla Bosnia ed Erzegovina, iniziò il reclutamento in Galizia di persone che potessero assumere incarichi amministrativi nel paese appena occupato. La decisione di reclutare personale polacco per lavorare in Bosnia era stata presa come risposta all'atteggiamento ostile della popolazione bosniaca nei confronti dei funzionari tedeschi e ungheresi; questo atteggiamento portò all'invio in Bosnia di funzionari di origine ceca, croata e polacca. Così già nel 1910 si contavano circa 600 funzionari, avvocati, medici e ingegneri originari dei territori polacchi della monarchia asburgica in Bosnia ed Erzegovina.
Le autorità austro-ungariche stimolarono anche l'insediamento rurale, visto che la Bosnia ed Erzegovina era considerata un paese scarsamente popolato, favorendo la migrazione di contadini poveri da varie parti del paese e dall'estero. Ai coloni erano stati promessi dai 10 ai 12 ettari di foresta, che avrebbero dovuto abbattere e sviluppare entro tre anni. In Bosnia, oltre ai polacchi delle regioni annesse all'Impero austriaco e della Bucovina, c'erano anche contadini provenienti dalla parte della Polonia sotto il dominio russo, dove le autorità vietavano ai polacchi di affittare terreni. Nel periodo tra il 1895 e il 1914 1 194 famiglie polacche si stabilirono in Bosnia ed Erzegovina e fondarono numerosi nuovi insediamenti. La più grande concentrazione di contadini polacchi si registrava nelle vicinanze di Novi Martinac, nella Bosnia centro-settentrionale, lungo il corso del fiume Vrbas. In totale, durante il dominio austriaco, le autorità spinsero a insediarsi nel paese quasi 200 000 immigrati di diverse nazionalità.
Secondo il censimento del 1910 in Bosnia ed Erzegovina c'erano oltre 11 000 persone di madrelingua polacca, di cui quasi 9 000 erano residenti permanenti e oltre 2 000 soldati. I polacchi si stabilirono principalmente nelle vicinanze di Sarajevo, Travnik, Bosanska Gradiška, Prnjavor, Banja Luka, Bosanska Dubica, Bosanski Novi, Tešanj, Zenica e Zvornik.
La comunità polacca non conduceva allora una vita culturale molto attiva. Il Club polacco (in polacco Klub Polski) a Sarajevo, creato dagli intellettuali della comunità, serviva solo da società ludico-sportiva. All'inizio della prima guerra mondiale nei villaggi rurali esistevano sei sale di lettura del "Društvo narodni škola" ("Società delle scuole popolari") e diverse scuole popolari polacche. Dopo lo scoppio della guerra le autorità austriache vietarono le attività nazionali e patriottiche. Nei giorni della caduta dell'Austria-Ungheria, i soldati polacchi formarono la Legione polacca, che subito partì per la Polonia.

### Il periodo tra le due guerre

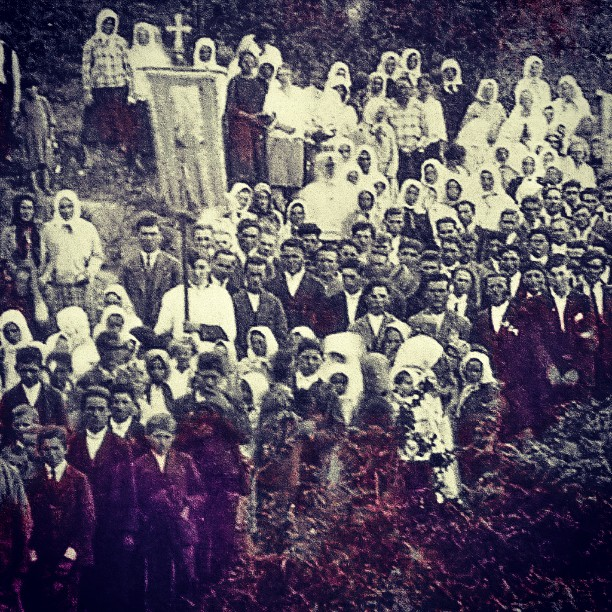
Polacchi in Bosnia ed Erzegovina durante una funzione religiosa, anni '30.

Dopo che la Polonia riacquistò l'indipendenza e dopo la creazione del nuovo stato di Jugoslavia i funzionari austriaci di nazionalità polacca lasciarono la Bosnia, e nel periodo tra il 1923 e il 1925 diverse migliaia di residenti polacchi emigrarono in Brasile, Canada, Francia e Lussemburgo. A metà degli anni venti il numero dei polacchi era stimato a 12 000. Nel decennio successivo 15 000 polacchi vivevano in Bosnia, compresi i lavoratori appena arrivati dalla fabbrica tessile di Łódź. In questo periodo si riprese anche la vita culturale che si era interrotta a causa della prima guerra mondiale.
Il consolato polacco operò a Sarajevo nel periodo dal 1919 al 1921, insieme a un ufficio del console onorario a Banja Luka.

### Seconda guerra mondiale

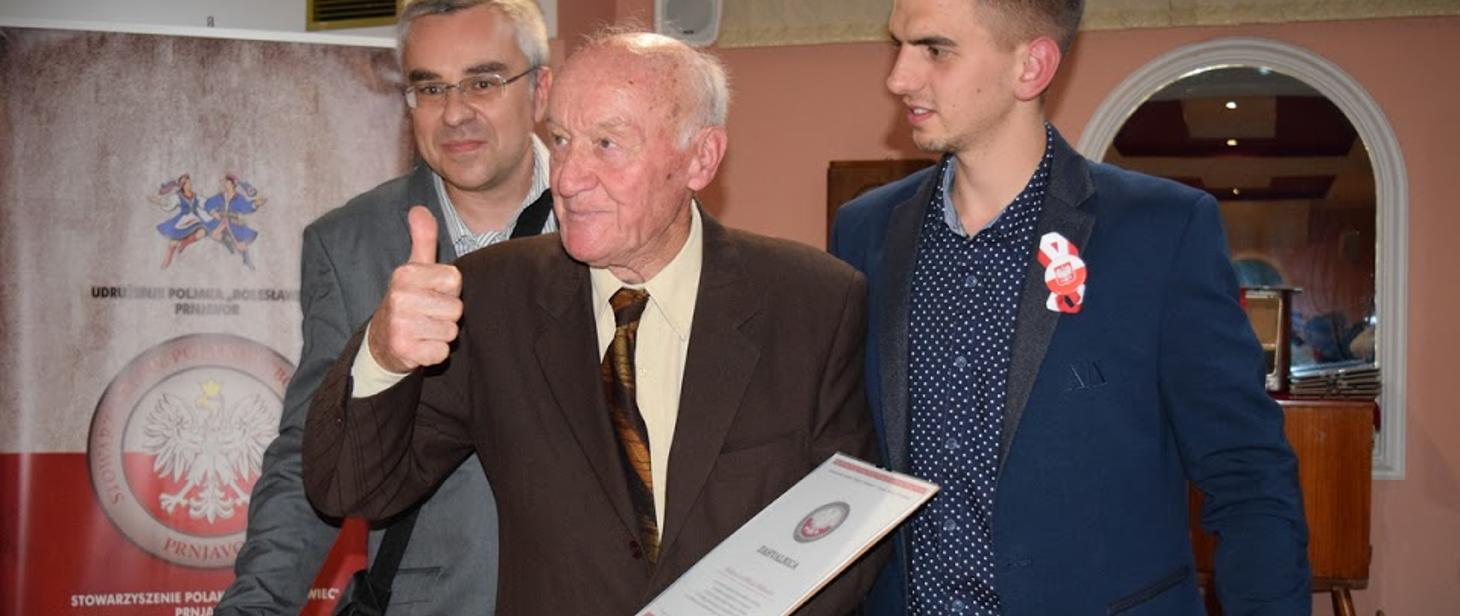
Tomislav Durtka, Miloš Mišković e Igor Kanjski.

Durante la seconda guerra mondiale i polacchi si prodigarono per fornire aiuto ai rifugiati dalla Polonia e ai soldati che andavano a combattere in Francia. Dopo l'occupazione della Jugoslavia, i tedeschi bandirono la vita culturale polacca, ma non perseguitarono attivamente i membri della comunità. Tuttavia, i polacchi furono minacciati dai membri delle milizie croata e serba, che spesso uccisero individui appartenenti a questa comunità. Come risultato del terrore di questi gruppi, i polacchi si associarono al movimento comunista. Polacchi jugoslavi e rifugiati dalla Polonia hanno combattuto nelle file dei partigiani jugoslavi e il numero di combattenti polacchi è stimato in 3 000 persone. Nella primavera del 1944 fu formato un battaglione polacco di 500 uomini, che operava come parte della 18ª brigata della Bosnia centrale.

### Situazione attuale

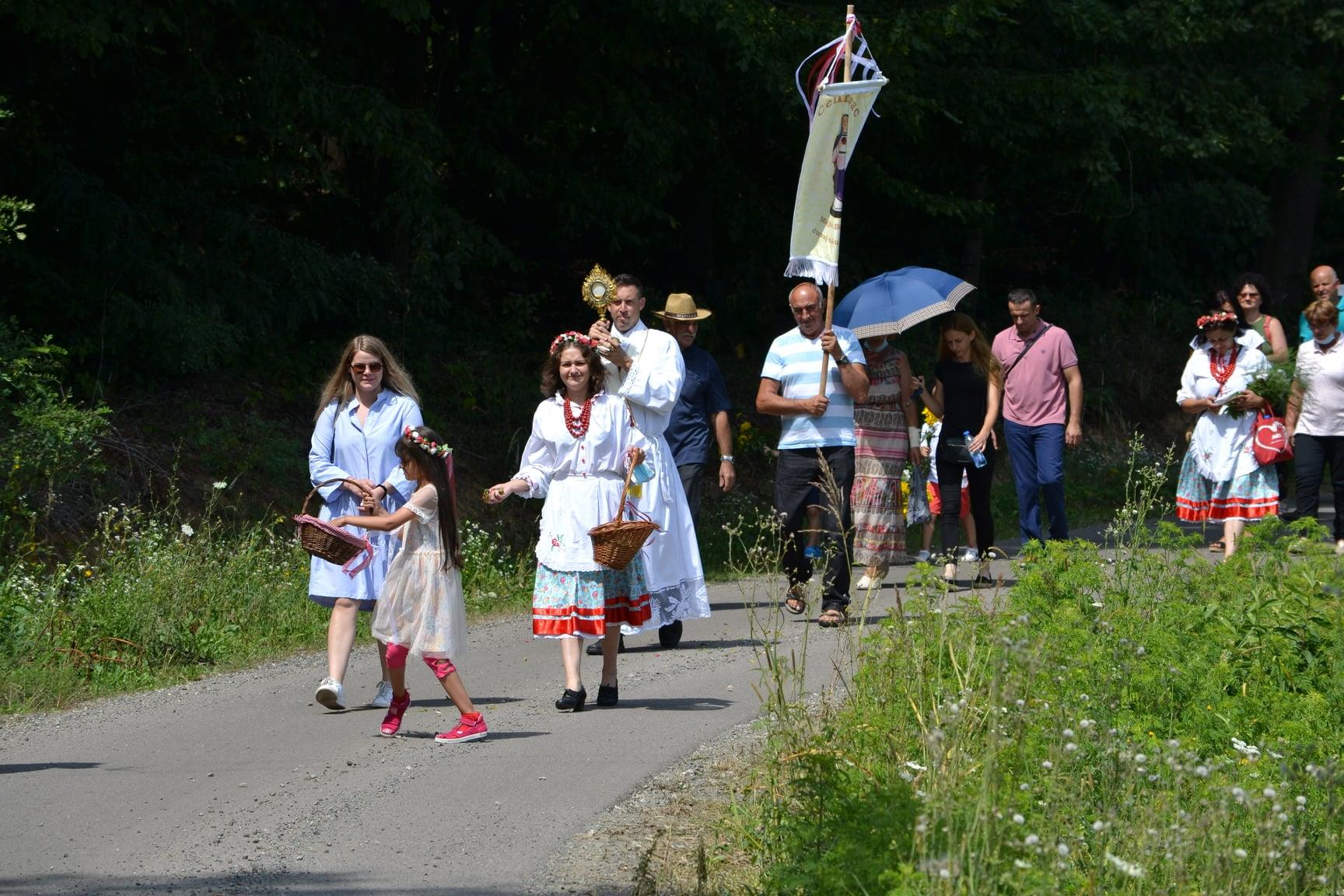
Sfilata festiva in occasione della decima festa polacca della Pirogijada a Čelinovac.

Dopo la guerra si decise di deportare i polacchi ancora residenti in Bosnia ed Erzegovina in Polonia. I dati della Commissione mista polacco-jugoslava per il rimpatrio indicano il numero di 15 031 sfollati. Tuttavia, nelle vicinanze di Gradiška alcuni gruppi di polacchi che ammontavano a circa 4 000 persone decisero di restare. I rimpatriati si stabilirono principalmente nelle vicinanze di Bolesławiec.
Dopo la disgregazione della Jugoslavia i gruppi più numerosi di polacchi si trovavano a Tuzla, Sarajevo, Mostar e Banja Luka. All'inizio del XXI secolo il numero di polacchi in Bosnia ed Erzegovina era inferiore a 500 persone. Questo gruppo era caratterizzato da scarsa conoscenza della lingua polacca, condizioni materiali e sociali difficili ed età media avanzata. La comunità polacca è una delle 17 minoranze nazionali ufficialmente riconosciute in Bosnia ed Erzegovina.

## Organizzazioni polacche in Bosnia ed Erzegovina
Questa lista elenca le principali organizzazioni polacche in Bosnia ed Erzegovina:
- Associazione dei polacchi di Banja Luka (in polacco Stowarzyszenie Polaków w Banja Luce)[8]
- Associazione di polacchi e amici "Mak" di Gradiška (in polacco Stowarzyszenie Polaków i Przyjaciół „Mak” w Gradiszce)[9]
- Associazione dei polacchi "BOLESŁAWIEC" di Prnjavor (in polacco Stowarzyszenie Polaków „Bolesławiec” z Prnjawora)[10]
- Associazione dei cittadini "POLSA" di Sarajevo (in polacco Stowarzyszenie Obywateli POLSA w Sarajewie)
- Società culturale polacca "Mieszko I" di Mostar (in polacco Polskie Towarzystwo Kulturalne „Mieszko I” w Mostarze), inattiva
- Comunità di cittadini di origine polacca di Tuzla (in polacco Wspólnota Obywateli Polskiego Pochodzenia w Tuzli), inattiva

La comunità polacca in Bosnia non pubblica un giornale né possiede una propria radio o televisione.
A Bolesławiec c'è un'associazione che raccoglie i discendenti dei rimpatriati dalla Bosnia.

## Chiese
A Međugorje si celebrano messe in lingua polacca, non solo destinate alla comunità polacca locale, ma per tutti i fedeli polacchi della Chiesa cattolica romana che vi giungono in pellegrinaggio.